# Histoire des Juifs à Ostroh
La communauté juive de la ville d'Ostroh, qui se trouve dans l’Oblast de Rivne, existe depuis le XVe siècle. 
À la fin de la Seconde Guerre mondiale, la plus grande partie de la communauté avait disparu. La communauté comptait parmi elle des rabbins importants et connus, parmi eux le Rabbin Yeshayahu ben Avraham Horowitz (le Shelah HaKaddosh, השל"ה הקדוש), le Rabbin Samuel Eidels (le Maharsha, מהרש"א, Morenou Harav Rabbi Shmouel Eidels) et Rav David HaLevi Segal (en) (le Turei Zahav (ט"ז)). 
Seulement une soixantaine de Juifs qui étaient restés dans la ville pendant l'Occupation allemande ont survécu, et seulement 5 familles juives sont retournées vivre à Ostroh après. Aujourd’hui, la communauté n’existe plus.

## Débuts de la communauté
La ville d'Ostroh se trouve dans l'ouest de l'Ukraine, dans la région de Volhynie. En russe, la ville s'appelle Ostrog, ce qui signifie forteresse. On pense que l'origine du nom se trouve dans les forts et les murs qui entouraient la ville à l'époque des Princes. Pour les Ukrainiens et les Juifs, la ville s'appelle Ostroh.
La communauté d’Ostroh était l'une des quatre communautés les plus importantes de la région de Volhynie et du Conseil des Quatre Pays. 
Il existe des preuves claires de l'existence d'une communauté juive dans la région à partir de la première moitié du XVe siècle : d'anciennes pierres tombales datant de 1445 et la mention de Juifs à Ostrog dans les documents du Trésor polonais de 1447. En 1495, les Juifs sont expulsés de la ville avec le reste des Juifs de Lituanie. En 1551, ils sont autorisés à retourner dans la ville. 
Entre 1461 et 1555, la vie juive d'Ostroh était à son apogée. Pendant environ cent ans, de grands Rabbanims ont vécu et travaillé à Ostroh. La ville a même reçu le surnom de « signe de la Torah », car les Sages du peuple d'Israël y vivaient. La principale occupation des Juifs d'Ostroh était le commerce du bétail et du bois. Selon des témoignages, les Juifs d'Ostroh étaient des experts en foresterie, ils savaient distinguer les bons arbres des mauvais avant même qu'ils ne soient abattus. Certains faisaient également commerce des céréales, principalement du blé et de l'orge. 
Il existait là-bas une communauté organisée, avec des institutions juives. Les institutions s'occupaient des écoles, des orphelinats et des maisons de retraite. Les institutions de bienfaisance s’occupaient elles des familles endeuillées, des mariages, de la visite aux malades. 

## Développement de la communauté

### AuXVIIesiècle
La communauté fut complètement détruite à l'époque des pogroms de 1648 et 1648 (révoltes cosaques (en)) : sur environ 7 000 Juifs il ne restait que cinq familles en 1661. En février 1649, certains juifs retournèrent chez eux pour reconstruire leur vie, mais Ostroh fut à nouveau attaquée par les Cosaques. Environ 300 Juifs ont été assassinés, les maisons en bois des Juifs mises à feu, les maisons en briques détruites et les synagogues sont devenues des étables. Après cette énorme destruction, il a fallu des années à la communauté pour se rétablir. En 1678 la ville a recommencé à se construire. 
D’un point de vue territorial, la communauté d’Ostroh était la communauté de la vallée de Volhynie à la plus grande influence. Son influence s'étendait de l'ouest de la rivière Horyn jusqu’à l’est du fleuve Dniepr, et comprenait également la partie nord du district de Kiev. Selon la liste de la répartition des « impôts par tête » en 1700, 23 communautés étaient reliées à Ostroh, dont certaines étaient parmi les plus grandes. Ostroh était une ville célèbre grâce à ses Rabbins et à sa Yechiva, et cela même après les pogroms de 1648-1649. 

### AuXVIIIesiècle
Au milieu du XVIIIe siècle, les Juifs d'Ostrog échappent aux mains des Haïdamak grâce à l'aide de leurs voisins Tatars. En 1792, la communauté fut à nouveau sauvée lorsque des soldats russes attaquèrent la synagogue, considérée à tort comme une forteresse. Depuis cet événement, la date du 7 Tamouz (ז' בתמוז) a été décretée « Pourim d'Ostroh ». 

### AuXIXesiècle
Au XIXe siècle, sous la domination russe, la population juive d’Ostroh a triplé. La plupart des Juifs s’occupaient du commerce, principalement dans l'industrie du bois, des produits agricoles et du bétail. Dans le domaine de l’artisanat, le secteur le plus important était la production de charrettes et de voitures, les produits étant exportés. Dans la seconde moitié du XIXe siècle, les Juifs possédaient plusieurs usines : deux scieries, plusieurs usines de transformation du cuir, une usine de bougies et une usine de meubles. À la fin du XIXe siècle, deux banques juives ont été fondées – le « Fonds pour prêt et l'épargne » et la « Banque de crédit mutuel ». Ces banques ont continué d'exister jusqu'au début de la Première Guerre mondiale. Le chemin de fer Rivne-Kiev, qui fut construit à la fin du XIXe siècle, passait à 14 km d’Ostroh et de ce fait compromettait les chances d’Ostroh de se développer économiquement. 
Parfois, des épidémies et des incendies frappèrent les Juifs d’Ostroh. L'incendie le plus grave fut celui qui se déclara en 1889, au cours duquel de nombreux biens brûlèrent, et entre autres les anciens registres communautaires. 
Bien que les Juifs d’Ostroh représentèrent 75 % de la population de la ville, ils n’ont jamais été représentés ni dans le gouvernement local ni dans la bureaucratie. 
À la fin du XVIIIe siècle, la communauté comptait environ 2 000 personnes et en 1847 - 7300. À la fin du XIXe siècle, ce nombre est passé à 9200 et plus (plus de 60 % de la population totale).

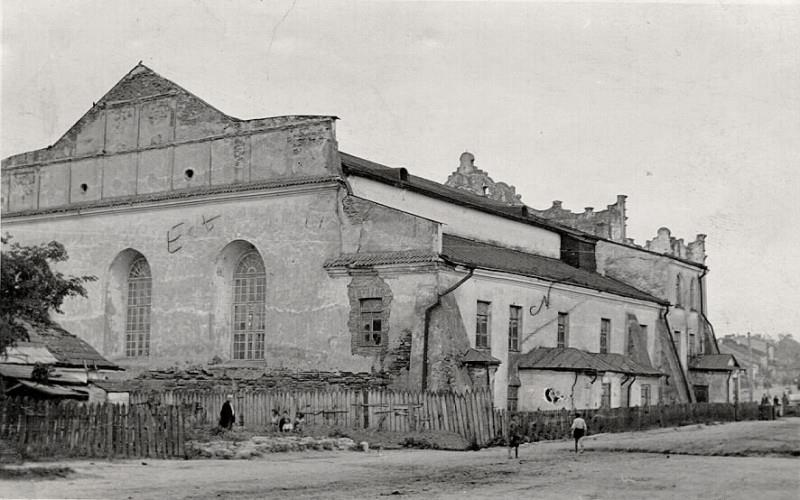
La synagogue d'Ostroh au début du XXe siècle

## Après la Première Guerre mondiale
En 1920, la communauté juive d'Ostroh et mais aussi la communauté juive ukrainienne dans sa totalité ont subi les conséquences de la Révolution russe ; par les tentatives d'établir une République ukrainienne indépendante et par les guerres civiles. En 1921, Ostroh est passée aux mains des Polonais, après le traité de Paix de Riga conclu entre les Polonais et les Russes. La frontière polono-russe a été établie à l'est de la ville. Les pouvoirs de la communauté qui lui ont été enlevés sous la domination russe lui ont été rendus. Au fil du temps, la communauté a reçu plus de pouvoirs. La communauté juive fonctionnait de manière autonome, ce qui a donné lieu aux débuts du sionisme. À Ostroh existaient plusieurs activités sionistes, qui ont été renforcées après la déclaration Balfour de 1917. L'Association sioniste est sortie de la clandestinité et a rassemblé autour d'elle la jeunesse de la ville. Avec le développement de l'idée sioniste sont aussi survenus des désaccords concernant les moyens de réaliser cette même idéologie. Les mouvements comme le HeHalutz, Mizrahi, Shomer Hatzair, Betar, Hanoar Hatzioni et d'autres encore ont commencé à proliférer dans la ville. 

## L'Entre-deux-guerres
Entre les deux guerres mondiales a eu lieu une forte activité sioniste à Ostrog. Lors du 18e Congrès sioniste en 1933, 1445 Juifs ont voté. 
À la veille de la Seconde Guerre mondiale, 10 500 Juifs vivaient à Ostrog. 

## Centres d'études de la Torah et de Hassidout
Ostroh était l'un des centres les plus importants d'étude de la Torah en Pologne, et chaque directeur de Yeshiva en ressortait avec une renommée nationale. Le Rabbin de la ville fut le Rav Kalonimus Kalman Haberkasten (en), suivi par des érudits de la Torah tels Rav Shlomo Luria (le Maharshal), le Rav Yeshayahu Horowitz, auteur des Deux tables de l'Alliance (״שני לוחות-הברית״), le Rav Samuel Eidels (le Maharsha) et Rav David HaLevi (le Taz). Selon Rav Halevi, la Yeshiva Ostroh était la Yeshiva la plus importante de Pologne, et a d’ailleurs fourni en rabbins et en enseignants de nombreuses communautés. 
Encore à l'époque du Baal Shem Tov, la communauté faisait office de centre hassidique majeur. 

## Institutions majeures de la communauté

### Centres d'études
À la fin du XIXe siècle a été créé à Ostroh un Talmud Torah pour les enfants nécessiteux, qui est devenu par la suite une école religieuse pour enfants « intelligents ». Les enseignants qui y travaillaient étaient des professionnels, et le programme comprenait également l’étude des matières séculières et des langues. Le gouvernement russe a créé une école pour garçons juifs à Ostroh, dont les professeurs et le directeur étaient juifs. C'était une institution de haut niveau et nombre de ses diplômés ont par la suite poursuivi leurs études dans des établissements d'enseignement supérieur. À Ostroh existait également une école privée pour filles. En 1910, une petite Yeshiva a été fondée, qui a fonctionné jusqu'à la fin de la Première Guerre mondiale. Elle a ensuite été remplacée par la Yeshiva du Maharsha, qui a fonctionné jusqu'en septembre 1939. 
Au début du XXe siècle, plusieurs petites bibliothèques ont ouvert. En 1905, ces bibliothèques ont fusionné en une seule bibliothèque publique, et comprenait des livres en yiddish et en russe.

### Institutions communautaires et organismes de bienfaisance
À Ostroh, la communauté était organisée et comprenait des institutions juives. Les institutions étaient chargées des écoles, des orphelinats et des maisons de retraite. Les institutions de bienfaisance s’occupaient des familles endeuillées, du financement des mariages pour les couples en difficulté et de la visite aux malades. Quelques mois après le déclenchement de la Première Guerre mondiale, des réfugiés juifs, en particulier de Galicie, sont arrivés à Ostroh. Une branche du « Comité juif pour l'aide aux victimes » y a été créée et a permis de collecter des fonds, de soutenir les réfugiés. 

### Mouvements politiques et début du sionisme
Au début du XXe siècle des mouvements politiques ont commencé à agir à Ostroh. Le premier était l'association « Hovevei Tzion ». Il existait encore deux associations sionistes qui ont fini par s'unir. À elles deux elles comptaient plus de 100 membres. Par la suite, d'autres mouvements ont été créés : les « socialistes sionistes » et la « jeunesse Bund ». 
Après la Révolution de février 1917, un grand réveil s'est opéré dans la communauté juive. Les mouvements sont sortis de la clandestinité et des branches du Bund, Akhdut (en), Tza’irei Zion, Poale Zion… ont été créées. Un comité sioniste municipal a été créé pour coordonner les activités des mouvements sionistes de la région. Pour la première fois ont eu lieu des élections dans le cadre d’une communauté démocratique, et à elles se sont ajoutés des représentants de partis politiques professionnels. Les partis sionistes étaient majoritaires, et ils ont pu grâce à ça décider que la langue d'enseignement dans les écoles juives serait l'hébreu.

## Destin des Juifs d'Ostroh pendant la Shoah

### La conquête de la ville et son effet sur la communauté
En septembre 1939, Ostroh est occupée par l'armée rouge, conformément au pacte de non-agression entre Staline et Hitler. À partir du 23 août 1939, le territoire de la Pologne est divisé entre la Russie et l'Allemagne. Ostroh été annexée et devient l’un des territoires occupés de l'Union soviétique. À la suite de l’Occupation, les pouvoirs de la Communauté se réduisent petit à petit jusqu’au minimum. Les citoyens de la ville reçoivent la citoyenneté soviétique ainsi que des cartes d'identité indiquant leur origine sociale. Les propriétaires fonciers et les hommes d'affaires voient écrire sur leur carte d'identité l'article 11 qui ajoute diverses restrictions, telles l'interdiction de vivre en zone frontalière et parfois l'emprisonnement ou l'expulsion. Certains Juifs se sont installés dans les villes voisines, et ont réussi à se cacher. Les usines ont été nationalisées. Certains propriétaires d'usines et militants politiques ont été exilés. Les artisans se sont vus obligés à rejoindre des coopératives. La vie juive a cessé : les organisations juives, les mouvements sionistes et les mouvements de jeunesse. L'antisémitisme ukrainien s'est intensifié ses actions. Les associations prônant l'égalité de religion et de race n'ont pas levé le petit doigt, permettant aux Ukrainiens de nuire aux juifs d’Ostroh. 

### Premier massacre
Le 11 du mois d'Av 5701 (4 août 1941), les Juifs reçurent l'ordre de se concentrer en un seul endroit, et lorsqu'ils se rassemblèrent, ils furent encerclés par des SS. Le gouverneur militaire d’Ostroh est intervenu, affirmant que la ville était détruite et avait besoin de main-d'œuvre pour la reconstruire. Les SS ont sélectionné environ 2000 vieillards, femmes et malades, les ont conduits hors de la ville et les ont assassinés. 
Le lendemain du massacre, les Allemands ont confisqué tous les objets de valeur des Juifs et les ont obligé de payer une rançon de 100 000 roubles. Un peu moins d'un mois plus tard, le 9 du mois d'Eloul (1er septembre 1941), les hommes ont été réunis dans une scierie. Parmi eux les Allemands ont pris 2 500 hommes, les ont conduits dans la forêt Nikitine et les ont assassinés dans des tranchées déjà préparées. La plupart des Juifs restés à Ostroh étaient des femmes et des enfants. 
Quelques jours après l'occupation d'Ostroh par les Allemands, ils nommèrent un Judenrat, mais la plupart de ses membres furent tués pendant deux « Aktion ». Les membres du Judenrat qui ont été nommés par la suite, ainsi que les cinq policiers juifs, ont reçu une appréciation positive de la part des survivants. 
Les Juifs d'Ostroh étaient au travail forcé dans une scierie, dans l’abattage des arbres, dans le chargement et le déchargement d'usines et d’autres services. La faim régnait partout et les gens souffraient de malnutrition. Plusieurs Juifs ont été exécutés pour cause de trafic de nourriture. 
Les jeunes se sont organisés en groupes afin de fuir vers les forêts et y combattre, mais après les tentatives d'acquérir des armes ont échoué, les groupes se sont désintégrés. 
Même en ces jours terribles, les membres de la communauté n'ont renoncé ni à la prière ni à la vie juive. 

### Construction du ghetto
Les survivants d’Ostroh sont enfermés dans un ghetto établi dans la partie détruite de la ville. Le ghetto est fermé en juin 1942. Environ 3 000 personnes y sont entassées, et la densité étant d’en moyenne 10 personnes par pièce. En septembre 1942, le Judenrat d’Ostroh s'associe aux efforts du Judenrat de Zdolbouniv et de Mizotch afin d’abroger le décret de liquidation. L'opération est dirigée par l'ingénieur Simha Schleifstein, président du Judenrat de Zdolbouniv et associé de l’allemand Hermann Graebe, Juste parmi les nations. Sur les conseils de Graebe, les Juifs collectent de l'or et des objets de valeur afin de soudoyer le Gebietskommissar, pour qu’il annule le meurtre des Juifs dans ces trois localités. Bien que la liquidation est reportée à octobre, elle n'est annulée. Entre temps Schleifstein est arrêté et assassiné.

### Destruction de la communauté
Le 4 du mois de Hechvan 5703 (15 octobre 1943), 3 000 Juifs d'Ostroh ont été arrêtés, emmenés en dehors de la ville et assassinés. Environ 800 personnes ont réussi échappé au massacre, mais la plupart ont été capturés puis tués. Une trentaine de Juifs vivant dans la forêt près du village de Hurov ont été encerclés par les membres de l'U.P.A. ; six d'entre eux furent tués. Le reste a rejoint diverses unités partisanes. 

## Après la Shoah
Lorsque la zone fut libérée par les Russes, une trentaine de Juifs sortirent de leurs cachettes et retournèrent dans la ville. Ils ont ensuite été rejoints par 30 autres Juifs qui ont survécu à la guerre via des unités souterraines. De la même manière, les Juifs de la ville qui avaient fui en Russie à la veille de la guerre sont revenus, ainsi que les exilés. La communauté ne s’est pas réorganisée et après peu de temps tout le monde est parti ; la plupart d'entre eux en Israël. La communauté a été détruite et depuis lors il n'y a plus de Juifs à Ostroh. 

## Commémoration de la communauté
Déjà dans la ville même, et ce durant la Shoah, ont eu lieu des tentatives de d’écrire l'histoire de la Communauté ainsi que sa destruction. 
La commémoration de la communauté a commencé pendant la Seconde Guerre mondiale, et ce même en Israël. Le 10 octobre 1944, après avoir appris l’existence de la Shoah en Europe, l’association « Ostroh » a été fondée en Israël dans le but de fournir de l’aide aux réfugiés d’Ostroh qui immigrent en Israël. L’association a recueilli les témoignages des victimes survivantes, des individus esseulés, dans le but de commémorer la communauté d’Ostroh et de diffuser leur témoignage. Depuis, chaque année, une journée commémorative est organisée le 4 du mois de Eloul. L’association a commémoré la ville en installant une plaque commémorative dans la Chambre de l'Holocauste à Jérusalem, a érigé un monument aux morts dans le cimetière de Holon et a enterré un sac de cendres provenant des fosses communes d’Ostroh. Des survivants d’Ostroh ont également participé à la construction de la Maison Volhynie. Dans la Eichal Yahaduth de Volhynie à Givatayim, une pièce qui porte le nom de la communauté d’Ostroh a été achetée, deux livres du souvenir ont été publiés en Israël et un autre livre du souvenir en Argentine. En été 1995, l’association a organisé un voyage pour les survivants et leurs descendants (venant d’Israël, des États-Unis et du Canada) vers Ostroh afin d’ériger un monument sur les fosses communes de la forêt de la « Nouvelle Ville », là où les deux Aktions ont été menées. En 1998, un autre monument a été érigé à Netichyn, sur la tombe des enfants assassinés durant la Seconde Aktion. 